# یوسف فرتوت
یوسف فرتوت (انگلیسی: Youssef Fertout؛ زادهٔ ۷ ژوئیهٔ ۱۹۷۰) بازیکن فوتبال اهل مراکش بود.
از باشگاه‌هایی که در آن بازی کرده‌است می‌توان به باشگاه فوتبال الوداد کازابلانکا اشاره کرد.
وی همچنین در تیم ملی فوتبال مراکش بازی کرده‌است.